# سفان (جنس)
السَّفَّان هو جنس من الخنافس التي تنتمي إلى فصيلة خنفساء رواغة.